# Le Bal Des Gens Bien
Le Bal Des Gens Bien is een album van Salvatore Adamo uit 2008. Op dit album zing hij zijn beste chansons in duet met achttien Franstalige zangers en zangeressen. De eerste single van dit album was Ce George(s), een duet met Olivia Ruiz.
De CD werd al na een paar weken platina in België en goud in Frankrijk. Van het album is ook een budgetversie met OpenDisc-functie uitgebracht.

## Tracklist
1. Vous permettez, monsieur? met Bénabar
2. Tombe la neige met Laurent Voulzy
3. Mes mains sur tes hanches met Julien Doré
4. La nuit met Jeanne Cherhal
5. Ma tête met Yves Simon
6. Le ruisseau de mon enfance met Raphaël Haroche
7. C'est ma vie met Isabelle Boulay
8. Pauvre Verlaine met Louis "Stanislas" Renoult
9. Les filles du bord de mer met Alain Souchon
10. Amour perdu met Loane
11. En blue jeans et blouson d'cuir met Adrienne Pauly
12. J’avais oublié que les roses sont roses  met Renan Luce
13. Le néon met Bruno "Cali" Caliciuri
14. Au café du temps perdu met Thomas Dutronc
15. Inch'Allah met Calogero
16. Un air en Fa mineur met Juliette Noureddine
17. Ce George(s) met Olivia Ruiz
18. Tant d'amour qui se perd met Maurane